# Motu Iti
Motu Iti (talvolta Hatu Iti) è un'isola dell'arcipelago delle isole Marchesi nella Polinesia Francese. Il nome Motu Iti significa "piccola isola". È un nome comune nella Polinesia, ed è utilizzato in molti luoghi diversi.
L'isola di Motu Iti nelle Marchesi è situata nel nord dell'arcipelago, a nord-ovest di Nuku Hiva.
L'isola è costituita da due strutture: Motu Iti e Plate. Per questo motivo, Etienne Marchand, il suo scopritore nel 1791, la battezzò "Deux-Frères" (Due Fratelli).
Motu Iti è di origine vulcanica, e raggiunge un'elevazione massima di 220 metri s.l.m.
Sull'isola vi sono importanti aree di nidificazione di uccelli marini.